# スリクソン

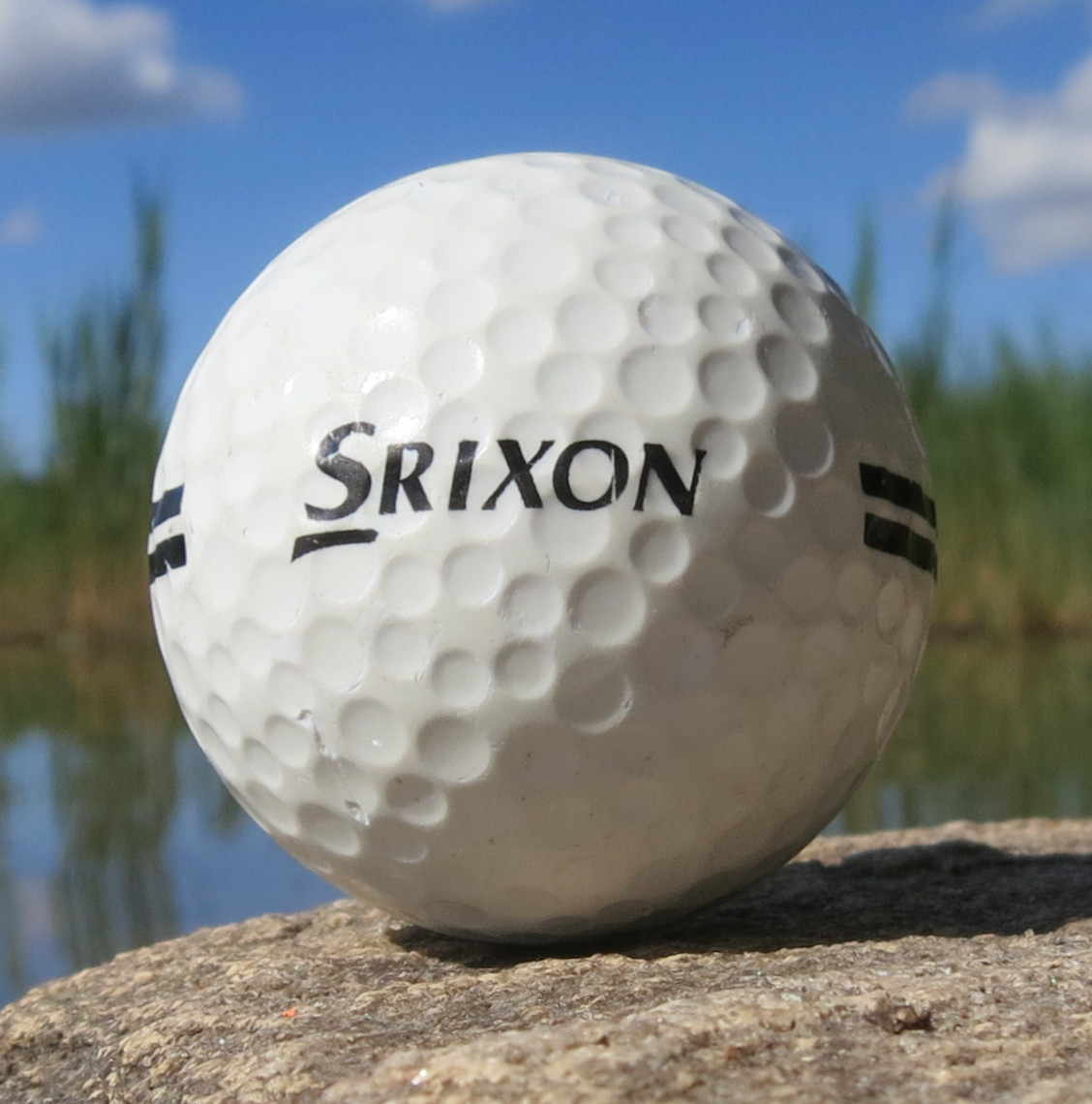
スリクソンのゴルフボール

スリクソン (Srixon) は、住友ゴム工業が所有する、ゴルフとテニス用品に特化したブランド。世界的に最も広く知られているスリクソン製品は、ゴルフボールであり、世界的にもっとも多くのゴルフボールに関する特許を取得しているほか、かつてはダンロップ・スラセンジャーなど複数の主要メーカーに製品を供給し、大きな成功を収めた。このブランドは、ゴルフクラブや、その他のゴルフ関連商品も全面的に製造している。 

## 沿革
「スリクソン Srixon」は、もともと住友ゴム工業が、1996年以来、おもに東南アジアの子会社で製造し、日本以外の市場向けに低価格で供給していたゴルフボールのブランドであった。日本国内では、1999年から、スリクソン・ブランドのゴルフボールなどの販売が始まった。
スリクソンは、2001年の時点で、住友ゴム工業や傘下企業にとって「世界戦略ブランド」と位置付けられており、同年には、東南アジアでのスリクソン・ブランドのゴルフクラブの販売が開始された。
2003年、住友ゴム工業のスポーツ事業部門からの分社独立によってSRIスポーツ株式会社が設立され、同社から2005年にゴルフボール「スリクソン Z-UR」が発売された。
2006年10月に、SRIスポーツは東証1部に上場し、以降、堅調に成長した。
2007年10月、SRIスポーツは、アメリカ合衆国のゴルフクラブ・メーカー、クリーブランドゴルフを取得し、翌年にはスリクソンの事業とクリーブランドゴルフとの統合が発表された
。
2007年には、スリクソンのブランドでゴルフクラブが発売され、さらにゴルフボールのラインもリニューアルされた。テニスボールがスリクソンのブランドで発売されたのもこの年であった。
2012年2月、SRIスポーツは、ダンロップスポーツに社名変更した。
2014年から、従前の「福島オープンゴルフ」の主催者に日本ゴルフツアー機構 (JGTO) とダンロップスポーツが加わり、新たに「ダンロップ・スリクソン福島オープン」が男子ツアーの公式戦として開催されるようになっている。
2015年4月、ダンロップスポーツとデサントは、「スリクソンブランドのゴルフアパレル分野の業務提携」を発表した。これによれば、企画制作などはデサントが行うこと。ウェアの販売はデサントが、アクセサリー類の販売はダンロップスポーツが行うこと、となっている。

## ゴルフボール
SRIスポーツは、以前から、他の主要なゴルフ用品ブランドにゴルフボールを製造供給しており、特にダンロップ・スラセンジャーには、ハイエンド商品であるマックスフライの「Maxfli Tour Balata HT」を含む様々な製品を供給していたが、現在は自社ブランドであるスリクソンで様々なゴルフボールを市場に出している。
- Z-STAR
- Z-STAR X
- Z-STAR TOUR Yellow
- Q-STAR
- TriSpeed
- AD333
- Soft Feel
- Soft Feel for Ladies
- Distance

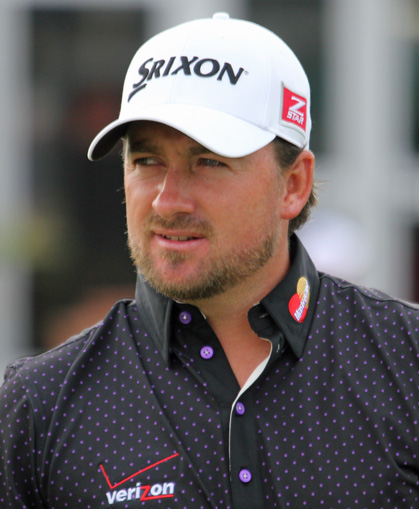
グレーム・マクドウェル、2012年撮影。

2011年には、新たにZ-STAR XV（グレーム・マクドウェルや石川遼が使用契約）が導入された。スリクソンのZ-STAR XVは、スイングの速いゴルファー向きに設計されている。

## ゴルフクラブ
スリクソンは、各種のゴルフクラブや関連用品も広く揃えている。
| ドライバー - Z STAR - Z-TX - Z-RW - Z-Ti - WR (Asia) - W-506 - W-505 Non-conforming C.O.R.(Asia) - W-505 Conforming C.O.R.(Asia) - W-404 Non-conforming C.O.R.(Asia) - W-404 Conforming C.O.R.(Asia) - W-403 - W-302 - ZR-800 (Asia) - ZR-30 (Asia) - GIE (Asia) - GIE-L (Asia) | フェアウェイウッド、ユーティリティ - Z-Steel - M-Steel - AD Hybrid - Z-TX Hybrid - ZR-UTI (Asia) - GIE (Asia) - GIE-L Fairway & Hybrid (Asia) |

| アイアン、ウェッジ - Z STAR - Z 945 - Z FORGED - I-701 Tour - I-701 - I-601 - I-506 - I-403 - I-302 - I-201 - Pro100 - ZR-30 (Asia) - ZR-800 (Asia) - GIE (Asia) - GIE-L (Asia) - WG706 Wedge | パター - P-718 - P-719 |

## スポンサー契約

### ゴルフ
スリクソンは、世界中の主要なツアーで活躍する数多くのプロゴルファーとスポンサー契約を結んでいる。
以下のリストには、過去の一時期に契約があった者も含まれている。
| PGAツアー - ロバート・アレンビー - キーガン・ブラッドリー - ブライアン・デイヴィス - グレン・デイ - ジョー・デュラント - ハリソン・フレイザー - スティーヴ・フレッシュ - J・B・ホームズ - ケント・ジョーンズ - 松山英樹 - グレーム・マクドウェル - カール・ポールソン - タグ・ライディングス - ジョン・ロリンズ - ビジェイ・シン - スティーヴン・スミス (Stephen Smith) - ケヴィン・スタッドラー - クリス・ストラウド - ジェロド・ターナー - アーロン・ワトキンス - ブー・ウィークリー | ヨーロピアンツアー - マーク・ブラウン - ブラッドリー・ドレッジ - デヴィッド・ハウエル - ミゲル・アンヘル・ヒメネス - ソレン・ケルドセン - アニルバン・ラヒリ - シェイン・ローリー - ヘニー・オットー チャンピオンズツアー - R・W・イークス - ゲイリー・コッホ - ダン・プール - ボビー・ワドキンス - ファジー・ゼラー LPGAツアー - ローラ・デービース - ペイジ・マッケンジー |

### テニス
ATPツアー
- ケビン・アンダーソン

WTAツアー
- ザリナ・ディアス
- 土居美咲
- 奈良くるみ